# Pontinus nigerimum
Pontinus nigerimum és una espècie de peix pertanyent a la família dels escorpènids.

## Descripció
- És, probablement, de color vermellós.
- Té tentacles grans a sobre dels ulls.[5]

## Hàbitat
És un peix marí, demersal i de clima tropical que viu fins als 146 m de fondària.

## Distribució geogràfica
Es troba a l'Índic occidental: davant les costes de KwaZulu-Natal (Sud-àfrica).

## Observacions
És inofensiu per als humans.